# Mistrovství světa v boxu 2021
XXI. mistrovství světa v boxu proběhlo v Bělehradu, Srbsko ve dnech 25. října až 6. listopadu 2021. Organizátorem turnaje mistrovství světa byla International Boxing Association (AIBA).

## Česká stopa
Šéftrenér reprezentace: Vasilij Larionov
Na mistrovství světa startoval za Česko 1 (4) boxer:
- −63,5 kg: Petr Novák (*1999) z SKP Sever Ústí nad Labem – pozitivní test na Covid-19 v místě konání MS
- −75 kg: Miloš Batrl (*1994) z SC Nové Strašecí – pozitivní test na Covid-19 v místě konání MS
- −80 kg: Maxim Schejbal (*2001) z GoodLuckGym Hradec Králové
- +92 kg: Martin Pinc (*2001) z TJ Spartak Čelákovice – pozitivní test na Covid-19 v místě konání MS

## Výsledky
| Muži     | Zlato                     | Stříbro                  | Bronz                     | Bronz                     |
| -------- | ------------------------- | ------------------------ | ------------------------- | ------------------------- |
| –48 kg   | Temirtas Džusipov (KAZ)   | Wuttichai Yurachai (TBF) | Jevgenij Kormilčik (BLR)  | Sachil Alachverdovi (GEO) |
| –51 kg   | Saken Bibosynov (KAZ)     | Roscoe Hill (USA)        | Thanarat Saengphet (TBF)  | Achtem Zakirov (RBF)      |
| –54 kg   | Tomoja Cuboi (JPN)        | Mahmud Sabyrhan (KAZ)    | Billal Bennama (FRA)      | Akash Kumar (IND)         |
| –57 kg   | Jahmal Harvey (USA)       | Serik Temirdžanov (KAZ)  | Samuel Kistohurry (FRA)   | Osvel Caballero (CUB)     |
| –60 kg   | Sofiane Oumiha (FRA)      | Abdumalik Xoloqov (UZB)  | Alexy de la Cruz (DOM)    | Dánijál Šachbachš (IRI)   |
| –63,5 kg | Andy Cruz (CUB)           | Kerem Özmen (TUR)        | Ovanes Bačkov (ARM)       | Reese Lynch (SCO)         |
| –67 kg   | Sewon Okazawa (JPN)       | Omari Jones (USA)        | Abylajhan Džusipov (KAZ)  | Laša Guruli (GEO)         |
| –71 kg   | Jurij Zacharjejev (UKR)   | Vadim Misajev (RBF)      | Sarchan Alijev (AZE)      | Alban Beqiri (ALB)        |
| –75 kg   | Yoenlis Hernández (CUB)   | Džambulat Bidžamov (RBF) | Salvatore Cavallaro (ITA) | Weerapon Jongjoho (TBF)   |
| –80 kg   | Robby Gonzales (USA)      | Alexej Alfjorov (BLR)    | Vladimir Mirončikov (SRB) | Savelij Sadoma (RBF)      |
| –86 kg   | Loren Alfonso (AZE)       | Keno Machado (BRA)       | Herich Ruiz (CUB)         | Victor Schelstraete (BEL) |
| –92 kg   | Julio César La Cruz (CUB) | Abbes Mouhiidine (ITA)   | Madiyar Saydraximov (UZB) | Enmanuel Reyes (ESP)      |
| +92 kg   | Mark Petrovskij (RBF)     | Davit Čalojan (ARM)      | Nigel Paul (TTO)          | Mahammad Abdullajev (AZE) |

## Medailová bilance
V boxu se rozdělilo celkem 13 sad medailí.
| Pořadí | Stát                            |       | Muži    | Muži  | Muži | Celkem |
| Pořadí | Stát                            | Zlato | Stříbro | Bronz |      | Celkem |
| ------ | ------------------------------- | ----- | ------- | ----- | ---- | ------ |
| 1.     | Kuba (CUB)                      |       | 3       | 0     | 2    | 5      |
| 2.     | Kazachstán (KAZ)                |       | 2       | 2     | 1    | 5      |
| 3.     | USA (USA)                       |       | 2       | 2     | 0    | 4      |
| 4.     | Japonsko (JPN)                  |       | 2       | 0     | 0    | 2      |
| 5.     | Ruská boxerská federace (RBF)   |       | 1       | 2     | 2    | 5      |
| 6.     | Ázerbájdžán (AZE)               |       | 1       | 0     | 2    | 3      |
| 6.     | Francie (FRA)                   |       | 1       | 0     | 2    | 3      |
| 8.     | Ukrajina (UKR)                  |       | 1       | 0     | 0    | 1      |
| 9.     | Thajská boxerská federace (TBF) |       | 0       | 1     | 2    | 3      |
| 10.    | Arménie (ARM)                   |       | 0       | 1     | 1    | 2      |
| 10.    | Bělorusko (BLR)                 |       | 0       | 1     | 1    | 2      |
| 10.    | Itálie (ITA)                    |       | 0       | 1     | 1    | 2      |
| 10.    | Uzbekistán (UZB)                |       | 0       | 1     | 1    | 2      |
| 14.    | Brazílie (BRA)                  |       | 0       | 1     | 0    | 1      |
| 14.    | Turecko (TUR)                   |       | 0       | 1     | 0    | 1      |
| 16.    | Gruzie (GEO)                    |       | 0       | 0     | 2    | 2      |
| 17.    | Albánie (ALB)                   |       | 0       | 0     | 1    | 1      |
| 17.    | Belgie (BEL)                    |       | 0       | 0     | 1    | 1      |
| 17.    | Dominikánská republika (DOM)    |       | 0       | 0     | 1    | 1      |
| 17.    | Indie (IND)                     |       | 0       | 0     | 1    | 1      |
| 17.    | Írán (IRI)                      |       | 0       | 0     | 1    | 1      |
| 17.    | Skotsko (SCO)                   |       | 0       | 0     | 1    | 1      |
| 17.    | Srbsko (SRB)                    |       | 0       | 0     | 1    | 1      |
| 17.    | Španělsko (ESP)                 |       | 0       | 0     | 1    | 1      |
| 17.    | Trinidad a Tobago (TTO)         |       | 0       | 0     | 1    | 1      |
| Celkem | Celkem                          |       | 13      | 13    | 26   | 52     |